# Lindes domsagas valkrets
Lindes domsagas valkrets var i riksdagsvalen till andra kammaren 1866–1908 en egen valkrets med ett mandat. Valkretsen, som omfattade Lindes och Ramsbergs bergslag (men däremot inte Lindesbergs stad), Nya Kopparbergs bergslag och Fellingsbro härad, avskaffades vid införandet av proportionellt valsystem inför valet 1911 och uppgick i Örebro läns norra valkrets.

## Riksdagsmän
- Harald Ericsson (1867–1869)
- Richard Ehrenborg, lmp 1870 (1870–1875)
- Per Erik Andersson (1876–1878)
- Harald Ericsson (1879–1881)
- Per Magnus Larsson, lmp (1882–vårsessionen 1887)
- August Ruhlin (höstsessionen 1887)
- Henrik Stjernspetz, gamla lmp (1888–1893)
- Lars Eriksson, gamla lmp 1894, folkp 1895–1899, lib s 1900–1908, vänstervilde 1909–1911 (1894–1911)

## Valresultat

### 1896
| Andrakammarvalet i Sverige 1896: Lindes domsagas valkrets | Andrakammarvalet i Sverige 1896: Lindes domsagas valkrets | Andrakammarvalet i Sverige 1896: Lindes domsagas valkrets | Andrakammarvalet i Sverige 1896: Lindes domsagas valkrets | Andrakammarvalet i Sverige 1896: Lindes domsagas valkrets |
| Kandidat                                                  | Kandidat                                                  | Röster                                                    | Röster                                                    | Röster                                                    |
| Kandidat                                                  | Kandidat                                                  | Antal                                                     | %                                                         | +− %                                                      |
| --------------------------------------------------------- | --------------------------------------------------------- | --------------------------------------------------------- | --------------------------------------------------------- | --------------------------------------------------------- |
|                                                           | Lars Eriksson i Bäck (fp)                                 | 569                                                       | 57,2                                                      |                                                           |
|                                                           | Gustaf Olsson i Östanby                                   | 424                                                       | 42,7                                                      |                                                           |
|                                                           | Övriga partier                                            | 1                                                         | 0,1                                                       | —                                                         |
| Antal giltiga röster                                      | Antal giltiga röster                                      | 994                                                       |                                                           |                                                           |
| Kasserade röster                                          | Kasserade röster                                          | 100                                                       |                                                           |                                                           |
| Totalt                                                    | Totalt                                                    | 1 094                                                     |                                                           |                                                           |

- Valdeltagandet var 59,4%.

### 1899
| Andrakammarvalet i Sverige 1899: Lindes domsagas valkrets | Andrakammarvalet i Sverige 1899: Lindes domsagas valkrets | Andrakammarvalet i Sverige 1899: Lindes domsagas valkrets | Andrakammarvalet i Sverige 1899: Lindes domsagas valkrets | Andrakammarvalet i Sverige 1899: Lindes domsagas valkrets |
| Kandidat                                                  | Kandidat                                                  | Röster                                                    | Röster                                                    | Röster                                                    |
| Kandidat                                                  | Kandidat                                                  | Antal                                                     | %                                                         | +− %                                                      |
| --------------------------------------------------------- | --------------------------------------------------------- | --------------------------------------------------------- | --------------------------------------------------------- | --------------------------------------------------------- |
|                                                           | Lars Eriksson i Bäck                                      | 728                                                       | 58,5                                                      | ▲1,3                                                      |
|                                                           | Anders Andersson i Björkhyttan                            | 514                                                       | 41,3                                                      |                                                           |
|                                                           | Övriga partier                                            | 2                                                         | 0,2                                                       | —                                                         |
| Antal giltiga röster                                      | Antal giltiga röster                                      | 1 244                                                     |                                                           |                                                           |
| Kasserade röster                                          | Kasserade röster                                          | 1                                                         |                                                           |                                                           |
| Totalt                                                    | Totalt                                                    | 1 245                                                     |                                                           |                                                           |

Valet ägde rum den 9 september 1899. Valdeltagandet var 61,1%.

### 1902
| Andrakammarvalet i Sverige 1902: Lindes domsagas valkrets | Andrakammarvalet i Sverige 1902: Lindes domsagas valkrets | Andrakammarvalet i Sverige 1902: Lindes domsagas valkrets | Andrakammarvalet i Sverige 1902: Lindes domsagas valkrets | Andrakammarvalet i Sverige 1902: Lindes domsagas valkrets |
| Kandidat                                                  | Kandidat                                                  | Röster                                                    | Röster                                                    | Röster                                                    |
| Kandidat                                                  | Kandidat                                                  | Antal                                                     | %                                                         | +− %                                                      |
| --------------------------------------------------------- | --------------------------------------------------------- | --------------------------------------------------------- | --------------------------------------------------------- | --------------------------------------------------------- |
|                                                           | Lars Eriksson i Bäck                                      | 786                                                       | 77,8                                                      | ▲19,3                                                     |
|                                                           | kapten Gahn                                               | 214                                                       | 21,1                                                      |                                                           |
|                                                           | Övriga partier                                            | 10                                                        | 0,1                                                       | —                                                         |
| Antal giltiga röster                                      | Antal giltiga röster                                      | 1 010                                                     |                                                           |                                                           |
| Kasserade röster                                          | Kasserade röster                                          | 0                                                         |                                                           |                                                           |
| Totalt                                                    | Totalt                                                    | 1 010                                                     |                                                           |                                                           |

Valet ägde rum den 6 september 1902. Valdeltagandet var 39,1%.

### 1905
| Andrakammarvalet i Sverige 1905: Lindes domsagas valkrets | Andrakammarvalet i Sverige 1905: Lindes domsagas valkrets | Andrakammarvalet i Sverige 1905: Lindes domsagas valkrets | Andrakammarvalet i Sverige 1905: Lindes domsagas valkrets | Andrakammarvalet i Sverige 1905: Lindes domsagas valkrets |
| Kandidat                                                  | Kandidat                                                  | Röster                                                    | Röster                                                    | Röster                                                    |
| Kandidat                                                  | Kandidat                                                  | Antal                                                     | %                                                         | +− %                                                      |
| --------------------------------------------------------- | --------------------------------------------------------- | --------------------------------------------------------- | --------------------------------------------------------- | --------------------------------------------------------- |
|                                                           | Lars Eriksson i Bäck                                      | 806                                                       | 68,7                                                      | ▼9,1                                                      |
|                                                           | Gustaf Olsson i Östanby                                   | 357                                                       | 30,4                                                      |                                                           |
|                                                           | Övriga partier                                            | 10                                                        | 0,9                                                       | —                                                         |
| Antal giltiga röster                                      | Antal giltiga röster                                      | 1 173                                                     |                                                           |                                                           |
| Kasserade röster                                          | Kasserade röster                                          | 4                                                         |                                                           |                                                           |
| Totalt                                                    | Totalt                                                    | 1 177                                                     |                                                           |                                                           |

Valet ägde rum den 17 september 1905. Valdeltagandet var 41,0%.

### 1908
| Andrakammarvalet i Sverige 1908: Lindes domsagas valkrets | Andrakammarvalet i Sverige 1908: Lindes domsagas valkrets | Andrakammarvalet i Sverige 1908: Lindes domsagas valkrets | Andrakammarvalet i Sverige 1908: Lindes domsagas valkrets | Andrakammarvalet i Sverige 1908: Lindes domsagas valkrets |
| Kandidat                                                  | Kandidat                                                  | Röster                                                    | Röster                                                    | Röster                                                    |
| Kandidat                                                  | Kandidat                                                  | Antal                                                     | %                                                         | +− %                                                      |
| --------------------------------------------------------- | --------------------------------------------------------- | --------------------------------------------------------- | --------------------------------------------------------- | --------------------------------------------------------- |
|                                                           | Lars Eriksson i Bäck                                      | 1 391                                                     | 60,3                                                      | ▼8,4                                                      |
|                                                           | Anders Andersson (S)                                      | 917                                                       | 39,7                                                      |                                                           |
| Antal giltiga röster                                      | Antal giltiga röster                                      | 2 308                                                     |                                                           |                                                           |
| Kasserade röster                                          | Kasserade röster                                          | 3                                                         |                                                           |                                                           |
| Totalt                                                    | Totalt                                                    | 2 311                                                     |                                                           |                                                           |

Valet ägde rum den 20 september 1908. Valdeltagandet var 67,7%.